# Michael Chumer
Michael Chumer OFM (* 1598 in Grgar, Neu-Görz; † 30. Juni 1651) war römisch-katholischer Weihbischof in Laibach.

## Leben
Chumer trat in die Ordensgemeinschaft der Franziskaner ein und empfing die Priesterweihe.
Am 16. April 1639 wurde er zum Weihbischof in Laibach und Titularbischof von Christopolis ernannt. Die Bischofsweihe spendete ihm am 8. Januar des darauffolgenden Jahres der Metropolit von Urbino, Antonio Kardinal Santacroce; Mitkonsekratoren waren Alfonso Gonzaga, Titularerzbischof von Rhodus, und Giovanni Battista Rinuccini, Erzbischof von Fermo. Chumer blieb bis zu seinem Tod am 30. Juni 1651 als Weihbischof im Amt.